# Ендокринологија
Ендокринологија је грана медицине која се бави поремећајима ендокриног система и његовим специфичним излучевинама - хормонима.